# Hoa hậu Quốc tế 2004
Hoa hậu Quốc tế 2004 là cuộc thi Hoa hậu Quốc tế lần thứ 44, được tổ chức vào ngày 16 tháng 10 năm 2004 tại Nhà thi đấu Workers Indoor Arena, Bắc Kinh, Trung Quốc. 58 thí sinh tham gia cuộc thi. Hoa hậu Quốc tế 2003 Goizeder Victoria Azúa Barríos đến từ Venezuela đã trao lại vương miện cho Jeymmy Vargas đến từ Colombia vào cuối buổi đêm chung kết.

## Kết quả

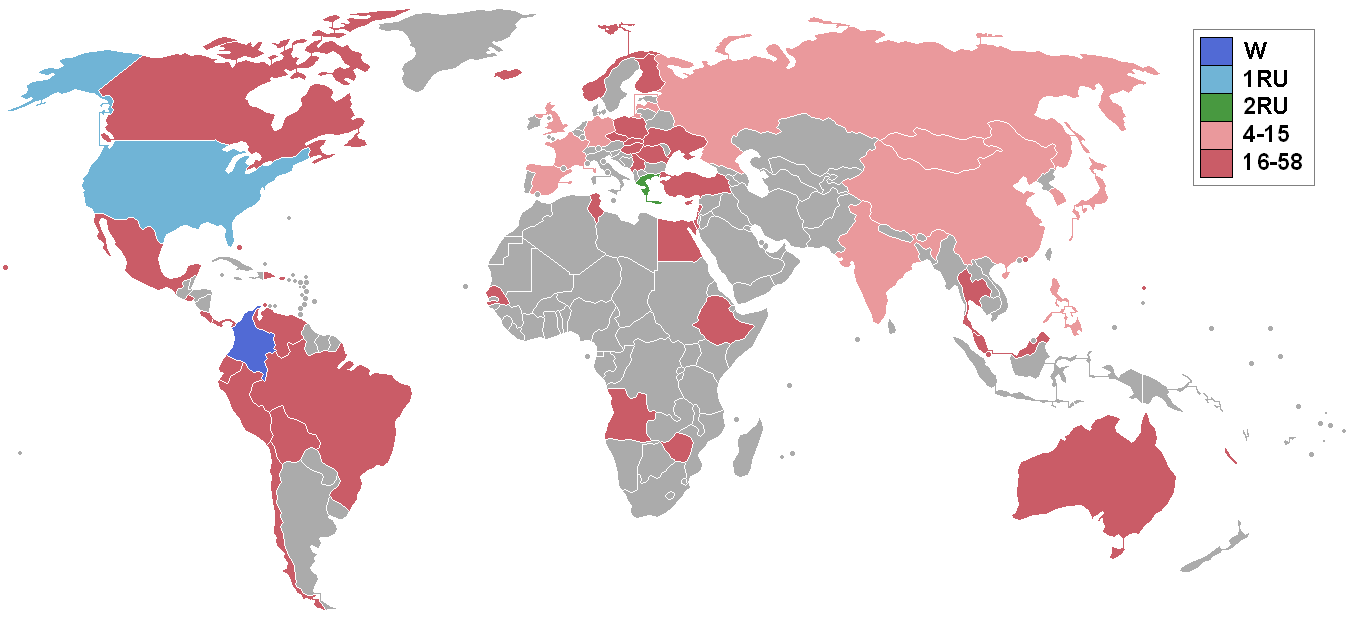
Các quốc gia và lãnh thổ tham gia Hoa hậu Quốc tế 2004 và kết quả.

### Thứ hạng
| Kết quả              | Thí sinh |
| -------------------- | --- |
| Hoa hậu Quốc tế 2004 | - Colombia – Jeymmy Vargas |
| Á hậu 1              | - Hoa Kỳ – Amy Lynne Holbrook |
| Á hậu 2              | - Hy Lạp – Olga Kypriotou |
| Top 15               | - Trung Quốc – Sun Yue - Pháp – Lucie Degletagne - Đức – Natascha Borger - Ấn Độ – Mihika Varma - Nhật Bản – Tamiko Kawahara - Hàn Quốc – Kim In-ha - Latvia – Jelena Keirane - Mông Cổ – Sodtuya Chadraabal - Philippines – Margaret Ann Bayot - Nga – Nataliya Kolodeznikova - Tây Ban Nha – Cristina Torres Dominguez - Anh Quốc – Laura Shields |

### Các giải thưởng đặc biệt
| Giải thưởng                 | Thí sinh                       |
| --------------------------- | ------------------------------ |
| Hoa hậu Thân thiện          | - Hồng Kông – Phù Tư Tư        |
| Hoa hậu Ảnh                 | - Mông Cổ – Sodtuya Chadraabal |
| Trang phục dân tộc đẹp nhất | - Trung Quốc – Sun Yue         |

## Thí sinh tham gia
| - Angola - Telma deJesus Esperanca Sonhi - Aruba - Ysaura Giel - Úc - Lacey Davis - Bahamas - Shantell Nicole Hall - Bolivia - Vanessa Patricia Morón Jarzun - Brazil - Grazielli Massafera - Canada - Adelynn Cupino - Chile - Francisca Valenzuela Rendic - Trung Quốc - Sun Yue - Colombia - Jeymmy Paola Vargas Gómez - Costa Rica - Tatiana Vargas Cruz - Síp - Demetra Mouski - Cộng hòa Séc - Michaela Wostlova - Cộng hòa Dominica - Carol M. Arciniegas - Ecuador - Irene Andrea Zunino Garcia - Ai Cập - Dina Abel - El Salvador - Andrea Hernández - Ethiopia - Helina Mezegbu - Phần Lan - Henna Ylilauri - Pháp - Lucie Degletagne - Đức - Natascha Borger - Hy Lạp - Olga Kypriotou - Hawaii - Kellie Peterson - Hồng Kông - Phù Tư Tư - Hungary - Blanka Bakos - Iceland - Halldora Rut Bjarnadottir - Ấn Độ - Mihika Varma - Israel - Li’or Keren - Nhật Bản - Tamiko Kawahara | - Hàn Quốc - Kim In-ha - Latvia - Jelena Keirane - Liban - Nataly Nasrallah - Malaysia - Lim Lee Ching - Mexico - Bernadette Gonzalez - Mông Cổ - Sodtuya Chadraabal - New Caledonia - Yvana Parotu - Quần đảo Bắc Mariana - Kenyelyn Litumular Arriola - Na Uy - Stephanie Eide Furuguiel - Panama - Anabella Isabel Hale Ruíz - Peru - Aldana Joyce García Jahnsen - Philippines - Margaret Ann (Maan) Awitan Bayot - Ba Lan - Marta Matyjasik - Puerto Rico - Meredith Herrera - Romania - Ramona-Angela Raut - Nga - Nataliya Kolodeznikova - Senegal - Aminata Dieye - Serbia và Montenegro - Jasna Bozovic - Singapore - Sherry Ng Yun Feng - Slovakia - Aneta Kailingova - Tây Ban Nha - Cristina Torres Domínguez - Thái Lan - Sunisa Pasuk - Tunisia - Rym Laalai - Thổ Nhĩ Kỳ - Gulsah Sahin - Ukraine - Yuliya Kumpan - Anh Quốc - Laura Shields - Hoa Kỳ - Amy Lynne Holbrook - Venezuela - Eleidy Maria Aparicio Serrano - Zambia - Cynthia Kanema |

## Chú ý

### Lần đầu tham gia
- Angola
- Romania
- Zambia

### Trở lại
| - Lần cuối tham gia vào năm 1971: - Bahamas - Lần cuối tham gia vào năm 1991: - Hungary - Lần cuối tham gia vào năm 1995: - El Salvador - Lần cuối tham gia vào năm 1996: - New Caledonia - Lần cuối tham gia vào năm 1998: - Úc - Perú - Lần cuối tham gia vào năm 2000: - Ai Cập | - Lần cuối tham gia vào năm 2001: - Iceland - Latvia - Mông Cổ - Na Uy - Lần cuối tham gia vào năm 2002: - Cộng hòa Séc - Cộng hòa Dominica - Ecuador - Hawaii - Liban - Panama - Ba Lan - Senegal |

### Bỏ cuộc
| - Argentina - Belize - Farah Carisa Evans - Croatia - Guatemala - Latin Mexico - Malta - Người Mỹ bản địa tại Hoa Kỳ | - New Zealand - Nigeria - Maya Lawani Ene - Paraguay - Myriam Raquel Rodriguez - Sri Lanka - Shehara Silva - Tahiti - Tania Tinirauarii - Việt Nam |